# Hippotion geryon
Hippotion geryon là một loài bướm đêm thuộc họ Sphingidae, chi Hippotion.